# Liner-Lock

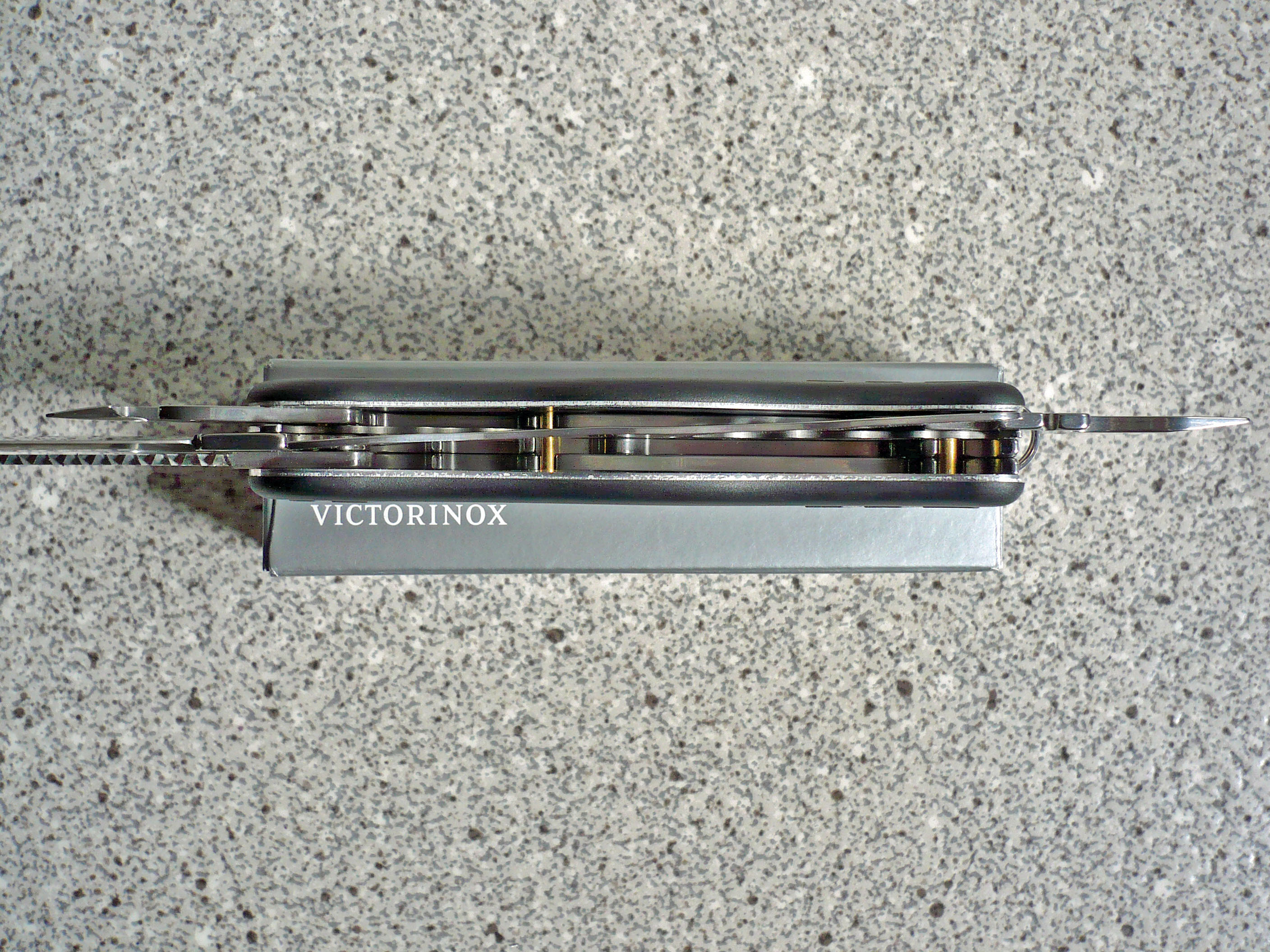
Coltello militare Victorinox con doppio Liner-Lock

Il Liner-Lock è un meccanismo usato più spesso in particolari coltelli a serramanico con apertura ad una sola mano, e serve per bloccare la lama aperta, che non si richiuda. Per sbloccare e chiudere la lama, è sufficiente agire con il dito pollice sul liner-lock e accompagnarla in chiusura all'interno del manico.  

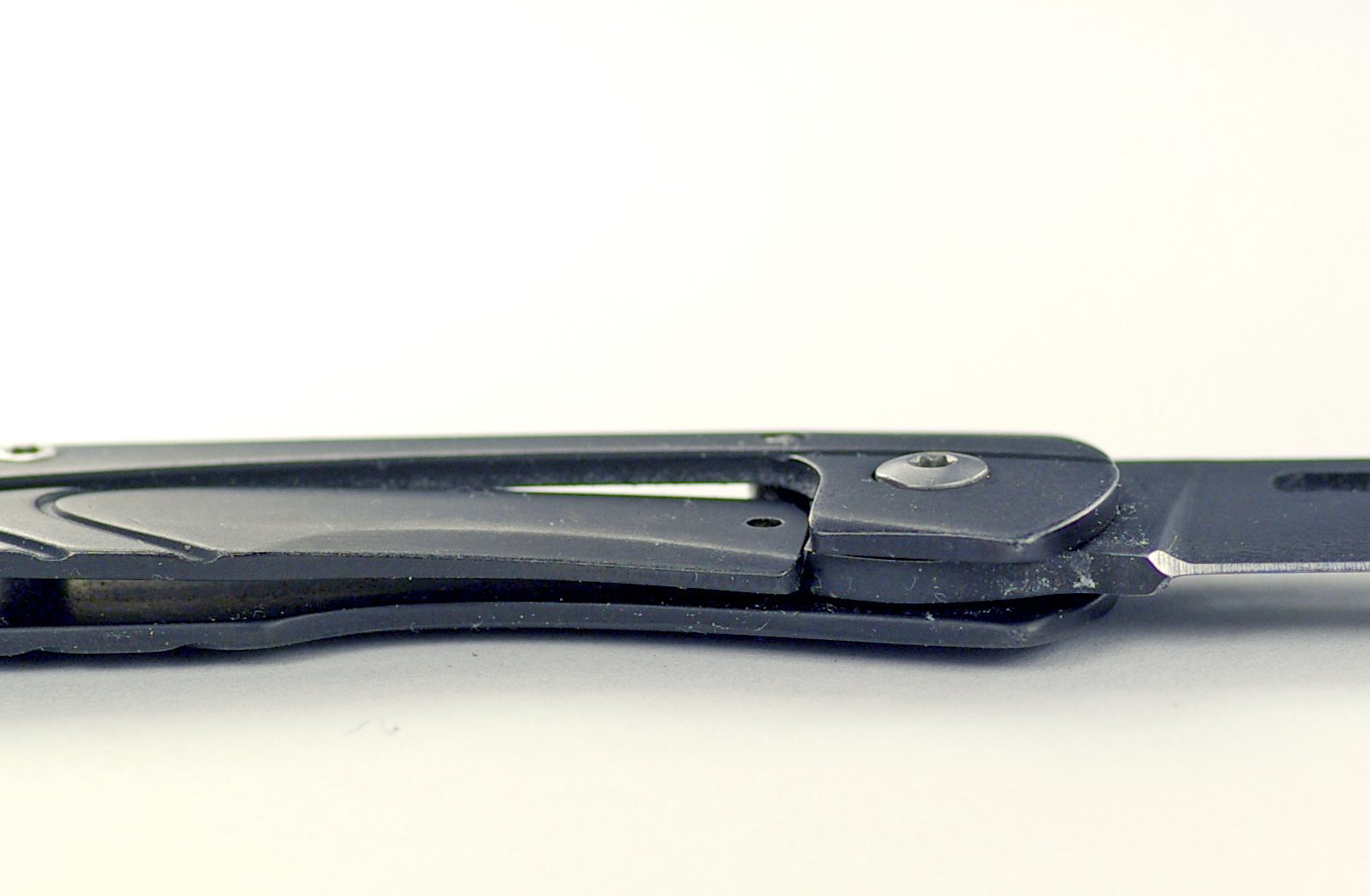
Frame-lock

Il sistema è identico al Frame-Lock con la piccola differenza che il Liner usa la parte interna metallica del manico (telaio) e in genere ha le guancette non portanti (in legno o resina), mentre il Frame (telaio) usa proprio la guancetta del manico, che è metallica e funge anche da telaio. 

Vari sistemi di blocco aperto

In ogni caso, l'estremità della lama, interna all'impugnatura e opposta alla punta, ha una parte piana che combacerà con la parte piana del Lock. Una volta estratta la lama completamente, tale parte invita il rilascio della parte interna del manico (o del manico stesso), precedentemente caricata/o a molla, che va a combaciare con la lama, bloccondola nella posizione di utilizzo del coltello (aperto).  
Il sistema è stato ideato verso la fine del XIX secolo e brevettato in USA nel 1906, ma è stato perfezionato da Michael Walker (produttore di coltelli americano) negli anni ottanta.